# Pelourinho de Murça

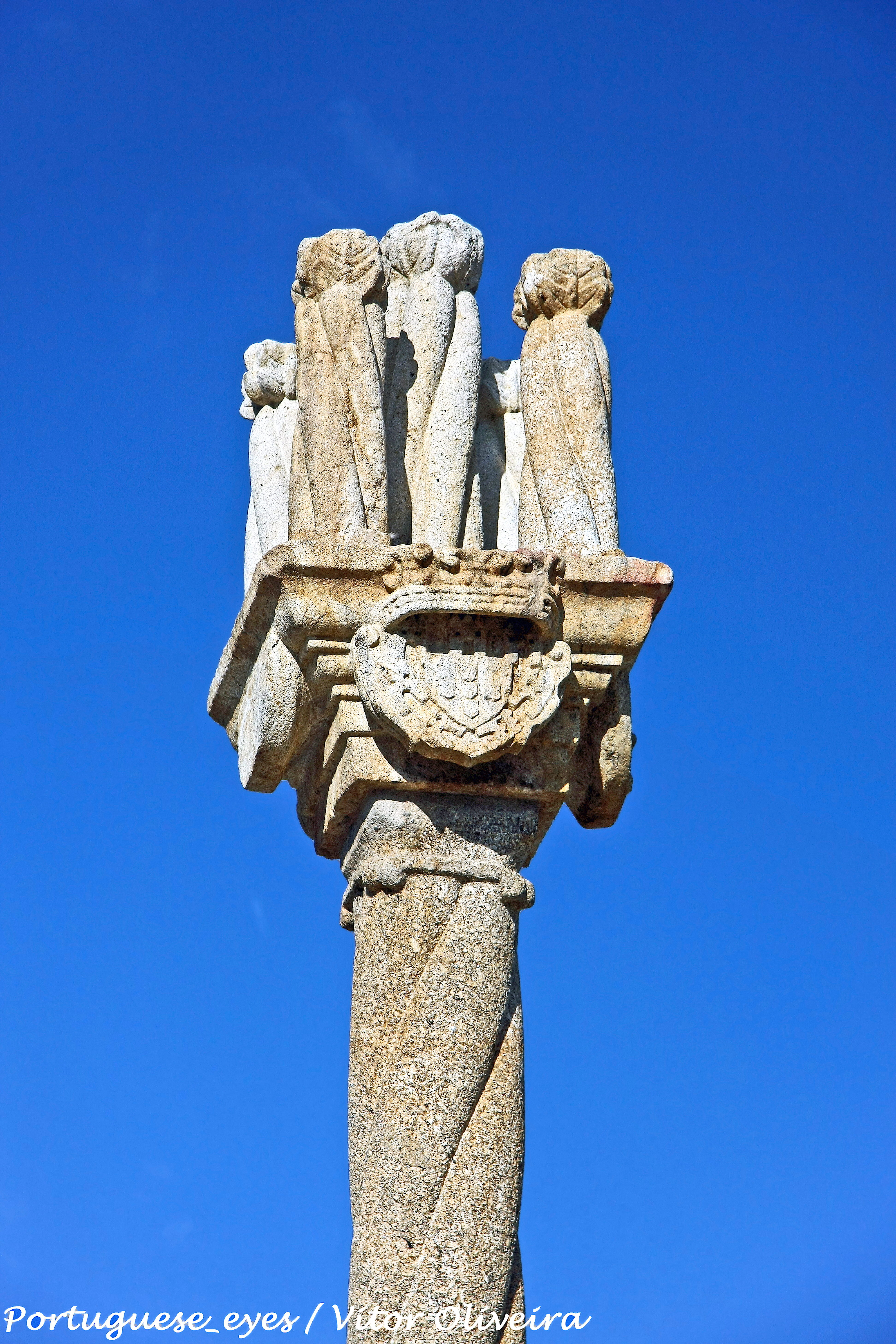

O Pelourinho de Murça é um pelourinho situado na freguesia de Murça, no município de Murça, distrito de Vila Real, em Portugal.
Está classificado como Monumento Nacional desde 1910.